# ストロングブラッド
ストロングブラッドは、日本の競走馬である。おもな勝ち鞍は、かしわ記念、カブトヤマ記念、さくらんぼ記念、群馬記念。

## 戦績

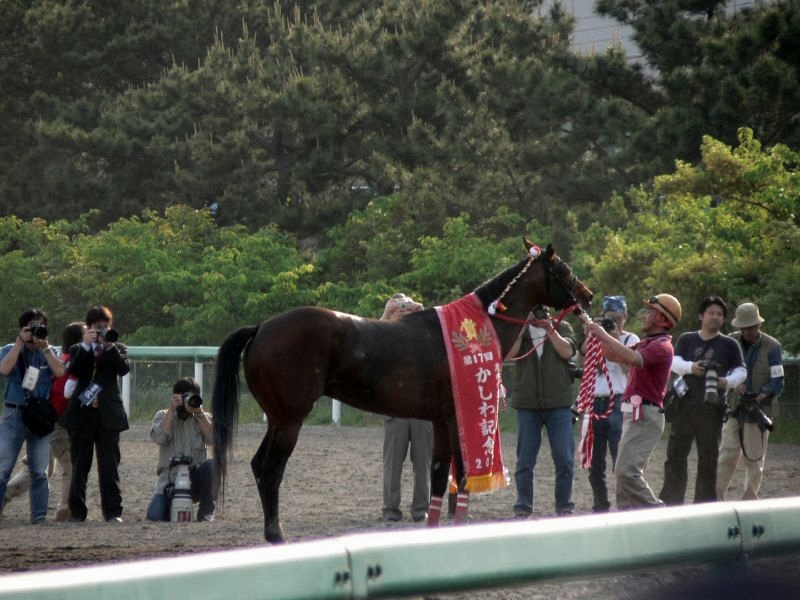
かしわ記念の優勝レイを着せられたストロングブラッド

2002年1月7日、東京競馬第3競走の新馬戦に勝利し、共同通信杯に臨むが結果は惨敗。5月に2勝目を挙げて以降は1000万下クラスでのレースが続く。4歳になって最初のレースで勝利し1600万下に昇格。次走は敗れるが、その次の金蹄ステークスで勝利し、ついにオープンクラスになり、カブトヤマ記念、さくらんぼ記念に勝利する。
5歳初戦はフェブラリーステークスだったが、結果は惨敗。続く群馬記念に勝利するが、これがこの年の唯一の勝ち鞍であった。
6歳時も苦戦が続き、根岸ステークス、名古屋大賞典で入着はしたものの、中山金杯、フェブラリーステークスでは惨敗であった。続くかしわ記念では、内田博幸に乗り替わって久々の勝ち星をGI勝利で得るが、さきたま杯は出走取り消し、帝王賞では2着と惜敗した。
長期間の休養を経て2006年初戦は5月31日のさきたま杯で、名古屋大賞典以来の北村宏司とのコンビで挑んだが、アグネスジェダイの3着に敗れた。
再び長期休養をとり、2007年はアンタレスステークス、さきたま杯、七夕賞に出走するがともに惨敗した。マーキュリーカップで5着に入ったのを最後に、9月9日付けでJRA競走馬登録を抹消された。引退当時、父・トウカイテイオーが出した唯一のGI優勝牡馬ではあったが種牡馬にはならず、引退後は去勢され馬事公苑で乗馬となった。2011年からは福島県南相馬市の大瀧馬事苑で功労馬として余生を送っていたが、東日本大震災で地域が被災したため、同年3月28日からは茨城県牛久市のホースガーデンに移動し、更に2012年3月現在、同じく茨城県牛久市の常総ホースパークに移動している。

## 競走成績
以下の内容は、JBISサーチおよびnetkeiba.comに基づく。
| 競走日     | 競馬場 | 競走名          | 格       | 距離 （馬場） | 頭 数 | 枠 番 | 馬 番 | オッズ （人気） | 着順 | タイム （上り3F） | 着差 | 騎手      | 斤量 [kg] | 1着馬（2着馬）         | 馬体重 [kg] |
| ---------- | ------ | --------------- | -------- | ------------- | ----- | ----- | ----- | --------------- | ---- | ----------------- | ---- | --------- | --------- | ---------------------- | ----------- |
| 2002.01.07 | 東京   | 3歳新馬         |          | ダ1600m（良） | 16    | 7     | 14    | 002.90（1人）   | 01着 | R1:40.6（37.2）   | -0.1 | 0江田照男 | 55        | （レディーシップ）     | 464         |
| 0000.02.03 | 東京   | 共同通信杯      | GIII     | 芝1800m（稍） | 14    | 8     | 13    | 025.70（8人）   | 09着 | R1:51.4（36.1）   | -1.0 | 0北村宏司 | 55        | チアズシュタルク       | 470         |
| 0000.02.16 | 東京   | 春菜賞          | 500万下  | 芝1400m（良） | 14    | 2     | 2     | 006.70（5人）   | 03着 | 01:22.7（34.4）   | -0.3 | 0小野次郎 | 55        | メガバックス           | 470         |
| 0000.05.11 | 東京   | 夏木立賞        | 500万下  | 芝1800m（稍） | 13    | 3     | 3     | 007.60（3人）   | 01着 | R1:49.6（35.2）   | -0.2 | 0江田照男 | 55        | （ブリストルパリ）     | 470         |
| 0000.06.09 | 東京   | エーデルワイスS | 1000万下 | 芝1600m（良） | 18    | 7     | 13    | 018.50（6人）   | 16着 | R1:37.3（37.6）   | -2.2 | 0江田照男 | 55        | トゥルーサーパス       | 472         |
| 0000.10.06 | 中山   | 上総特別        | 1000万下 | 芝1600m（良） | 14    | 6     | 9     | 010.40（6人）   | 07着 | R1:34.4（35.4）   | -0.3 | 0福永祐一 | 53        | ホワットアリーズン     | 474         |
| 0000.10.26 | 中山   | 紅葉特別        | 1000万下 | 芝1600m（良） | 16    | 4     | 8     | 013.80（5人）   | 07着 | R1:34.5（37.0）   | -0.9 | 0松永幹夫 | 55        | レオウインザー         | 478         |
| 0000.11.09 | 中山   | 水郷特別        | 1000万下 | 芝1600m（良） | 16    | 4     | 7     | 018.30（7人）   | 08着 | R1:32.8（35.2）   | -0.9 | 0菊沢隆徳 | 55        | ミッドタウン           | 480         |
| 0000.12.15 | 中京   | 長篠特別        | 1000万下 | 芝1800m（良） | 9     | 1     | 1     | 007.80（6人）   | 06着 | R1:48.6（35.4）   | -0.3 | 0高橋亮   | 55        | ロードグランディス     | 474         |
| 2003.01.19 | 小倉   | 早鞆特別        | 1000万下 | ダ1700m（良） | 15    | 7     | 13    | 009.20（5人）   | 01着 | R1:47.7（37.9）   | -0.3 | 0鈴来直人 | 54        | （サイドバイサイド）   | 476         |
| 0000.01.26 | 小倉   | 関門橋S         | 1600万下 | 芝2000m（重） | 13    | 7     | 10    | 032.8（11人）   | 09着 | R2:03.9（37.7）   | -1.1 | 0鈴来直人 | 56        | イエローボイス         | 478         |
| 0000.02.08 | 中山   | 金蹄S           | 1600万下 | ダ1800m（良） | 16    | 4     | 8     | 015.50（9人）   | 01着 | R1:54.5（37.7）   | -0.2 | 0勝浦正樹 | 56        | （バクシンヒーロー）   | 484         |
| 0000.04.27 | 福島   | カブトヤマ記念  | GIII     | 芝1800m（良） | 13    | 5     | 7     | 030.00（9人）   | 01着 | R1:48.1（36.2）   | -0.0 | 0二本柳壮 | 56        | （タケハナオペラ）     | 478         |
| 0000.06.08 | 中京   | 愛知杯          | GIII     | 芝2000m（良） | 9     | 1     | 1     | 010.60（4人）   | 06着 | R2:00.6（36.5）   | -0.9 | 0二本柳壮 | 56        | カゼニフカレテ         | 488         |
| 0000.09.30 | 上山   | さくらんぼ記念  | GIII     | ダ1800m（稍） | 12    | 2     | 2     | 005.30（2人）   | 01着 | R1:55.9           | -0.3 | 0武豊     | 57        | （ビワシンセイキ）     | 488         |
| 0000.11.01 | 東京   | 武蔵野S         | GIII     | ダ1600m（良） | 16    | 4     | 7     | 005.80（4人）   | 05着 | R1:37.2（38.1）   | -1.0 | 0二本柳壮 | 57        | サイレントディール     | 492         |
| 0000.11.20 | 浦和   | 彩の国浦和記念  | GII      | ダ2000m（稍） | 11    | 6     | 6     | 000.00（1人）   | 02着 | R2:05.6（37.6）   | -0.0 | 0武豊     | 56        | プリエミネンス         | 492         |
| 0000.12.09 | 宇都宮 | とちぎマロニエC | GIII     | ダ1400m（稍） | 12    | 1     | 1     | 000.00（1人）   | 02着 | R1:27.0           | -0.3 | 0安藤勝己 | 57        | ビワシンセイキ         | 488         |
| 2004.02.22 | 東京   | フェブラリーS   | GI       | ダ1600m（良） | 16    | 7     | 14    | 026.90（7人）   | 11着 | R1:37.8（36.3）   | -1.0 | 0横山典弘 | 57        | アドマイヤドン         | 496         |
| 0000.05.05 | 高崎   | 群馬記念        | GIII     | ダ1500m（不） | 12    | 8     | 11    | 005.10（2人）   | 01着 | R1.32.2           | -0.5 | 0北村宏司 | 57        | （プリサイスマシーン） | 493         |
| 0000.05.29 | 東京   | 欅S             | OP       | ダ1400m（良） | 15    | 4     | 7     | 004.20（1人）   | 10着 | R1:23.9（36.5）   | -0.5 | 0北村宏司 | 58        | エコルプレイス         | 486         |
| 0000.06.13 | 東京   | エプソムC       | GIII     | 芝1800m（稍） | 18    | 3     | 6     | 050.7（12人）   | 18着 | R1:49.1（36.0）   | -1.2 | 0北村宏司 | 57        | マイネルアムンゼン     | 488         |
| 0000.07.11 | 福島   | 七夕賞          | GIII     | 芝2000m（稍） | 10    | 3     | 3     | 024.30（9人）   | 02着 | R2:01.7（36.0）   | -0.0 | 0岡部幸雄 | 56        | チアズブライトリー     | 494         |
| 0000.09.08 | 浦和   | さきたま杯      | GIII     | ダ1400m（良） | 11    | 7     | 8     | 000.00（4人）   | 02着 | R1:25.5（37.0）   | -0.0 | 0北村宏司 | 57        | ロッキーアピール       | 500         |
| 0000.09.23 | 船橋   | 日本テレビ盃    | GII      | ダ1800m（不） | 10    | 7     | 7     | 000.00（3人）   | 03着 | R1:50.7（36.8）   | -1.0 | 0北村宏司 | 56        | ナイキアディライト     | 497         |
| 0000.12.11 | 中山   | 師走S           | OP       | ダ1800m（良） | 12    | 7     | 10    | 017.70（6人）   | 05着 | R1:53.1（39.1）   | -1.1 | 0北村宏司 | 59        | ヒシアトラス           | 500         |
| 2005.01.05 | 中山   | 中山金杯        | GIII     | 芝2000m（良） | 15    | 6     | 10    | 039.1（11人）   | 14着 | R2:00.4（37.0）   | -1.4 | 0柴田善臣 | 56        | クラフトワーク         | 502         |
| 0000.01.29 | 東京   | 根岸S           | GIII     | ダ1400m（良） | 16    | 3     | 5     | 149.7（14人）   | 04着 | R1:24.3（36.3）   | -1.3 | 0北村宏司 | 57        | メイショウボーラー     | 496         |
| 0000.02.20 | 東京   | フェブラリーS   | GI       | ダ1600m（不） | 15    | 1     | 1     | 191.4（14人）   | 07着 | R1:35.3（36.5）   | -0.6 | 0北村宏司 | 57        | メイショウボーラー     | 492         |
| 0000.03.02 | 名古屋 | 名古屋大賞典    | GIII     | ダ1900m（良） | 12    | 8     | 12    | 000.00（2人）   | 03着 | R2:01.6（37.3）   | -0.1 | 0北村宏司 | 57        | クーリンガー           | 487         |
| 0000.05.05 | 船橋   | かしわ記念      | GI       | ダ1600m（良） | 10    | 4     | 4     | 018.60（5人）   | 01着 | R1:37.9（37.5）   | -0.2 | 0内田博幸 | 57        | （タイムパラドックス） | 496         |
| 0000.05.18 | 浦和   | さきたま杯      | GIII     | ダ1400m（良） | 11    | 4     | 4     |                 |      | 出走取消          |      | 0内田博幸 | 59        | ニホンピロサート       | 計不        |
| 0000.06.29 | 大井   | 帝王賞          | GI       | ダ2000m（重） | 13    | 6     | 9     | 000.00（6人）   | 02着 | R2:03.7（38.2）   | -0.2 | 0内田博幸 | 57        | タイムパラドックス     | 498         |
| 2006.05.31 | 浦和   | さきたま杯      | GIII     | ダ1400m（良） | 12    | 5     | 6     | 010.60（6人）   | 03着 | 01:26.5（37.7）   | -0.0 | 0北村宏司 | 59        | アグネスジェダイ       | 500         |
| 2007.04.22 | 京都   | アンタレスS     | GIII     | ダ1800m（良） | 16    | 6     | 11    | 045.3（10人）   | 12着 | R1:52.4（38.1）   | -2.5 | 0川田将雅 | 58        | ワイルドワンダー       | 500         |
| 0000.05.06 | 東京   | オアシスS       | OP       | ダ1600m（稍） | 16    | 8     | 15    | 041.6（10人）   | 11着 | R1:37.0（37.0）   | -0.7 | 0北村宏司 | 58        | イブロン               | 500         |
| 0000.05.30 | 浦和   | さきたま杯      | JpnIII   | ダ1400m（稍） | 12    | 8     | 12    | 013.00（6人）   | 10着 | 01:27.4（39.0）   | -1.3 | 0北村宏司 | 59        | メイショウバトラー     | 497         |
| 0000.07.08 | 福島   | 七夕賞          | GIII     | 芝2000m（良） | 16    | 3     | 6     | 023.9（10人）   | 14着 | R2:02.3（38.0）   | -2.0 | 0北村宏司 | 56        | サンバレンティン       | 500         |
| 0000.07.16 | 盛岡   | マーキュリーC   | JpnIII   | ダ2000m（良） | 14    | 4     | 6     | 012.60（4人）   | 05着 | R2:06.0           | -2.0 | 0北村宏司 | 59        | シャーベットトーン     | 497         |

## エピソード
ストロングブラッドは、出走したレースに関係するエピソードがついて回ることの多い馬である。
- 同馬が勝った重賞のうち、かしわ記念を除く重賞はストロングブラッドを最後の勝ち馬として、廃止となっている。尚、廃止の事情は、カブトヤマ記念が福島牝馬ステークスへの移行、さくらんぼ記念と群馬記念は施行競馬場の廃止である。また、かしわ記念に勝利した2005年に柏レイソルがJ2に降格した[4]。さくらんぼ記念制覇の年に上山競馬場が、群馬記念制覇の年に高崎競馬が廃止されたことも話題になった[5]。
- 重賞レースでは5回2着になっているが、その競走の優勝馬のうち
  - プリエミネンス（2003年 浦和記念）
  - ビワシンセイキ（2003年 とちぎマロニエカップ）
  - チアズブライトリー（2004年 七夕賞）

が現役最後の勝利となっている。プリエミネンスとチアズブライトリーはいずれも勝ち星を挙げた後2戦で引退、ビワシンセイキは重賞戦線で活躍していたが屈腱炎でやむなく引退となっている。
  - 残りの2頭は、さきたま杯のロッキーアピールと帝王賞のタイムパラドックスで、それぞれ後にかきつばた記念、JBCクラシックを勝っている。
  - 現役時のストロングブラッドの馬主であった村木（現在は故人である[6]。）は「このエピソードははずれ！」と感想を残した[7]。

## 血統
| ストロングブラッドの血統（パーソロン系 / アウトブリード） | ストロングブラッドの血統（パーソロン系 / アウトブリード） | ストロングブラッドの血統（パーソロン系 / アウトブリード） | （血統表の出典）  | （血統表の出典） |
| 父 トウカイテイオー 1988 鹿毛                             | 父の父シンボリルドルフ 1981 鹿毛                          | *パーソロン                                               | Milesian          | Milesian         |
| 父 トウカイテイオー 1988 鹿毛                             | 父の父シンボリルドルフ 1981 鹿毛                          | *パーソロン                                               | Paleo             |                  |
| 父 トウカイテイオー 1988 鹿毛                             | 父の父シンボリルドルフ 1981 鹿毛                          | スイートルナ                                              | スピードシンボリ  | スピードシンボリ |
| 父 トウカイテイオー 1988 鹿毛                             | 父の父シンボリルドルフ 1981 鹿毛                          | スイートルナ                                              | *ダンスタイム     |                  |
| 父 トウカイテイオー 1988 鹿毛                             | 父の母トウカイナチュラル 1982 鹿毛                        | *ナイスダンサー                                           | Northern Dancer   | Northern Dancer  |
| 父 トウカイテイオー 1988 鹿毛                             | 父の母トウカイナチュラル 1982 鹿毛                        | *ナイスダンサー                                           | Nice Princess     |                  |
| 父 トウカイテイオー 1988 鹿毛                             | 父の母トウカイナチュラル 1982 鹿毛                        | トウカイミドリ                                            | *ファバージ       | *ファバージ      |
| 父 トウカイテイオー 1988 鹿毛                             | 父の母トウカイナチュラル 1982 鹿毛                        | トウカイミドリ                                            | トウカイクイン    |                  |
| 母 * ワイプジアイ Wipe the Eye 1991 鹿毛                  | 母の父Gulch 1984 鹿毛                                     | Mr. Prospector                                            | Raise a Native    | Raise a Native   |
| 母 * ワイプジアイ Wipe the Eye 1991 鹿毛                  | 母の父Gulch 1984 鹿毛                                     | Mr. Prospector                                            | Gold Digger       |                  |
| 母 * ワイプジアイ Wipe the Eye 1991 鹿毛                  | 母の父Gulch 1984 鹿毛                                     | Jameela                                                   | Rambunctious      | Rambunctious     |
| 母 * ワイプジアイ Wipe the Eye 1991 鹿毛                  | 母の父Gulch 1984 鹿毛                                     | Jameela                                                   | Asbury Mary       |                  |
| 母 * ワイプジアイ Wipe the Eye 1991 鹿毛                  | 母の母Irlanda 1981 鹿毛                                   | Tom Rolfe                                                 | Ribot             | Ribot            |
| 母 * ワイプジアイ Wipe the Eye 1991 鹿毛                  | 母の母Irlanda 1981 鹿毛                                   | Tom Rolfe                                                 | Pocahontas        |                  |
| 母 * ワイプジアイ Wipe the Eye 1991 鹿毛                  | 母の母Irlanda 1981 鹿毛                                   | Continuation                                              | Forli             | Forli            |
| 母 * ワイプジアイ Wipe the Eye 1991 鹿毛                  | 母の母Irlanda 1981 鹿毛                                   | Continuation                                              | Continue F-No.1-n |                  |